# Ercole sfida Sansone
Ercole sfida Sansone è un film peplum del 1963, diretto da Pietro Francisci.
In molti paesi, tra i quali Stati Uniti e Francia, è stato distribuito con il titolo Ercole, Sansone e Ulisse (o Odisseo).

## Trama
Nel mare attorno a Itaca un mostro marino fa strage di pescatori. Laerte, re dell'isola, decide quindi di mandare Ercole e il giovane Ulisse a caccia del mostro; i due a bordo di una nave con altri uomini riescono a uccidere il mostro, tuttavia prima di morire, la creatura riesce ad affondare la nave. Ercole, Ulisse e altri quattro compagni fanno naufragio in terra di Giudea dove dopo molte ore di cammino arrivano a un villaggio dove vengono accolti, ma su consiglio di alcuni abitanti si dirigono a Gaza per trovare una nave con cui tornare a casa.
Poco dopo nel villaggio arriva un comandante filisteo alla ricerca e cattura del possente Sansone, dapprima tenta di convincere gli abitanti a consegnargli Sansone, ma successivamente, dopo aver trovato tracce di Sansone in una delle case, mette a ferro e fuoco il villaggio, bruciando le case e uccidendo e schiavizzando gli abitanti. Sulla strada di Gaza, Ercole, i suoi compagni e le sue guide giudee si imbattono in un leone, che Ercole uccide a mani nude. Le due guide, scambiandolo per Sansone, decidono di catturarlo e di venderlo ai soldati filistei; così una delle guide si separa per correre a Gaza e informare Saren il re filisteo, mentre l'altro continua con i greci.
Giunti a Gaza, Ercole, Ulisse e i loro compagni greci vengono attirati al palazzo del re, dove vengono fatti prigionieri; su consiglio di Dalila, Saren offre a Ercole tre giorni per catturare Sansone, o lui e i suoi amici verranno uccisi. La stessa Dalila aiuta Ercole a scovare Sansone, accompagnandolo; così mentre Dalila si finge schiava, e Ercole una guardia, entrambi lo attirano in una trappola. Sansone in persona arriva in soccorso della schiava e affronta Ercole: dopo un violento combattimento finito in completa parità, Ercole convince Sansone ad allearsi, per liberare i suoi compagni e combattere Saren. I due insieme a Dalila organizzano un piano in cui Ercole fingerà di consegnare Sansone ai filistei in cambio dei suoi compagni su una nave: tuttavia Dalila tradisce i due e fa piazzare delle guardie nella stiva della nave e lungo la costa, Ulisse se ne accorge e fugge per avvertire Ercole.
I soldati filistei attaccano i tre, che si difendono lanciando enormi macigni e facendo crollare sui soldati un tempio, ma quando la cavalleria filistea sta per colpirli, in loro soccorso arriva una nave greca da Itaca con Iole e Laerte al comando, che bersagliano di giavellotti i cavalieri: Saren colpisce con una freccia Ulisse ad una spalla, ma Sansone con uno dei giavellotti uccide il malvagio re, poi insieme a Ercole e agli altri sale sulla nave greca, saluta gli amici greci e se ne ritorna a terra a nuoto.